# Ectropothecium laxirete
Ectropothecium laxirete là một loài Rêu trong họ Hypnaceae. Loài này được Dixon mô tả khoa học đầu tiên năm 1922.